# Torsholma (Brändö, Åland)
Torsholma, även Kyrkholm, är en ö i Åland (Finland). Den ligger i Skärgårdshavet och i kommunen Brändö i landskapet Åland, i den sydvästra delen av landet. Ön ligger omkring 69 kilometer öster om Mariehamn och omkring 220 kilometer väster om Helsingfors.
Öns area är 4,31 kvadratkilometer och dess största längd är 4,5 kilometer i nord-sydlig riktning. Ön höjer sig omkring 20 meter över havsytan.

## Orten Torsholma
I Torsholma bor det cirka 90 personer. Torsholmas huvudsakliga inkomstkälla är turism och här finns stughyrning, butik och bageri. Färjeförbindelse finns till Lappo, Kumlinge, Enklinge och Vårdö och landsvägsförbindelse med Baggholma, Brändö, Björnholma, Korsö, Fiskö och Åva.

## Klimat
Inlandsklimat råder i trakten. Årsmedeltemperaturen i trakten är 5 °C. Den varmaste månaden är augusti, då medeltemperaturen är 16 °C, och den kallaste är februari, med −3 °C.